# Condado de Limerick
Limerick (en irlandés: Contae Luimnigh; en inglés: County Limerick) es un condado en la provincia de Munster, al oeste de Irlanda. Limita con el condado de Clare por el norte, con el condado de Cork por el sur, con el condado de Tipperary por el este y con el condado de Kerry por el oeste. El río Shannon atraviesa la ciudad de Limerick y desemboca por un largo estuario que se abre al océano Atlántico. Su punto más alto es el Cnoc Mór na nGaibhlte (918 m), en la cadena de las montañas Galtee.
Área: 2686 km². Población: 175 304 (2002). Capital Limerick. Otra ciudad importante del condado es Newcastle West que es la segunda después de la capital.

## Ciudades y pueblos
- Abbeyfeale 2023
- Adare 1129
- Annacotty 2930
- Ardagh 266
- Askeaton 1137
- Athea 369
- Ballingarry 521
- Ballyagran 179
- Ballybricken
- Ballyhahill 146
- Ballylanders 308
- Broadford 276
- Bruff 803
- Bruree 580
- Caherconlish 1476
- Cappamore 620
- Carrigkerry 184
- Castleconnell 2107
- Clarina 294
- Croagh 216
- Croom 1159
- Doon 516
- Drumcollogher 518
- Fedamore 329
- Foynes 520
- Galbally 251
- Glen 450
- Glin 576
- Hospital 653
- Kildimo 417
- Kilfinane 789
- Kilmallock 1668
- Kilteely 171
- Knocklong 256
- Limerick 94 192
- Moroe 1377
- Mountcollins 201
- Mungret 277
- Newcastle West 6619
- O'Briensbridge - Montpelier 396
- Oola 324
- Pallas Grean 568
- Pallaskenry 651
- Patrickswell 847
- Rathkeale 1441
- Shanagolden 303
- Toornafulla 144